# Roelof Oberman
Prof.dr.ir. R.M.M. (Roelof) Oberman (Leiden, 12 juni 1910 – Wageningen, 19 maart 1989) was hoogleraar aan de TH Delft in de vakgroep schakeltechniek en informatie verwerkende machines. Hij had een kleine honderdtal octrooien op zijn naam staan. Tot de opheffing van de staatsgeheime status van zijn werk was bij weinig mensen bekend dat hij de uitvinder was van onder meer de Colex (het eerste geautomatiseerde cryptosysteem) en de telefoonautomaat.
Oberman was na de Tweede Wereldoorlog in zijn PTT-tijd cruciaal voor onder andere de cryptografische machines voor de telex-berichtbeveiliging van de overheid. Zijn systemen stonden bij het ministerie van Buitenlandse Zaken en vele ambassades en vrijwel elk schip van de Koninklijke Marine. Voorts heeft hij bijgedragen aan de administratieve automatisering van de postcheque- en girodienst. Met zijn overgang van PTT naar de TH heeft hij ook de basis gelegd voor de cryptografische ontwikkelingen bij Philips-USFA. In die tijd heeft hij actief bijgedragen op het openbare (binaire logica) en besloten (cryptografie) vakgebied van de Schakeltechniek.

## Biografie
Roelof Oberman is op 12 juni 1910 te Leiden geboren. Zijn ouders, in 1900 getrouwd, waren Hendrik Oberman (ca.1871–1946), een leraar aan de kweekschool en Ymkje Everts Boontje. Roelof zelf trouwde op 25 oktober 1946 met Johanna Sentina Baerents (1915–?). Ze kregen de volgende kinderen: Carel Christiaan Hendrik (1949–2015) en M.R. (Maarten).

### Opleiding (1927 – 1935)
Oberman deed in 1927 eindexamen aan de Vierde Gemeentelijke HBS-B te Rotterdam. Hij studeerde werktuigbouwkunde  aan de Technische Hogeschool te Delft (nu TU Delft), alwaar hjj in 1932 zijn diploma van werktuigbouwkundig ingenieur haalde. omdat in de jaren hierop niet of nauwelijks werk te vinden was werd hij werd in de gelegenheid gesteld om verder te studeren. Hij koos toen voor een studie Elektrotechniek en in 1935 haalde hij zijn diploma Elektrotechnisch Ingenieur. In 1947 promoveerde hij aan de TH cum laude tot doctor in de Technische Wetenschappen. Het proefschrift over zijn proefmodel voor de telefoonautomaat had de titel The Bridge Marker Key Automatic Switching System. Hij werd later bekend als de uitvinder van de telefoonautomaat.

### PTT (1935 – 1957)
| Anekdote: Bij toeval aangenomen bij PTT Oberman solliciteerde in 1935 bij de PTT. Voor de vier beschikbare posities waren zeventig sollicitanten. Oberman zat niet in de selectie. De vrijdag voordat de geselecteerden zouden beginnen haakte één van hen af. Oberman kreeg die dag een spoedtelegram om de maandag alsnog te mogen beginnen. De motivatie die hij later vernam: "U woont het dichtste bij." Gesteld zou kunnen worden, dat hij bij toeval aangenomen werd bij PTT. |

Oberman begon eind 1935 bij de PTT in het district Den Bosch als ingenieur telegrafie. In februari 1937 werd hij overgeplaatst naar het PTT-district Rotterdam: Chef van de technische dienst van het Telegraafkantoor als bedrijfsingenieur van het PTT-gebouw aan de Coolsingel. Het volgende jaar was hij er in vaste dienst gesteld. In augustus 1940 werd hij overgeplaatst naar Den Haag, Hoofdbestuur PTT naar de afdeling Telegrafie. In 1941 schreef hij met van Lommel een belangrijk en gewaardeerd document om de telex- en de telegrafiedienst te integreren en er één dienst met een geheel automatisch netwerk van te maken. In 1943 werd begonnen met proefnemingen om communicatieverbindingen te kiezen via druktoetsen in plaats van via de toen nog gebruikelijke draaischijf. In april 1946 werd hij benoemd tot chef van het Apparatuur Laboratorium van PTT, het Dr. Neher Laboratorium. Hieraan bleef hij tot 1958 verbonden.

### PTT en deeltijds TH Delft (1947 – 1957)
Drie maanden na zijn wetenschappelijke promotie kreeg Oberman een leeropdracht aan de TH Delft. Dat leidde twee jaar later tot zijn benoeming als buitengewoon hoogleraar met als leerstoel telegrafie en automatische telefonie. In mei 1949 hield hij bij de inauguratie tot buitengewoon hoogleraar de rede Enkele beschouwingen over de ontwikkeling van automatische systemen voor telegrafie en telefonie. Hij was tot en met 1957 werkzaam bij  zowel de PTT, als aan de TH. In deze periode was hij met onder anderen Reinoud en Kosten een van de grondleggers voor de administratieve automatisering van de Postcheque- en Girodienst. De overgang van PTT naar de TH Delft werd bespoedigd door het feit dat de PTT, de directeur-generaal, af wilde van het onderwerp crypto. Deze overgang veroorzaakte onbedoeld de start voor de cryptografie-activiteiten van Philips-USFA in 1957.

### TH Delft (1958 – 1980)
Met ingang van 1 januari 1958 werd Oberman benoemd tot gewoon hoogleraar aan de afdeling Elektrotechniek van de Technische Hogeschool te Delft. De leeropdracht was om onderwijs te geven in de schakeltechniek en de techniek van de informatie verwerkende machines en de telegrafie.

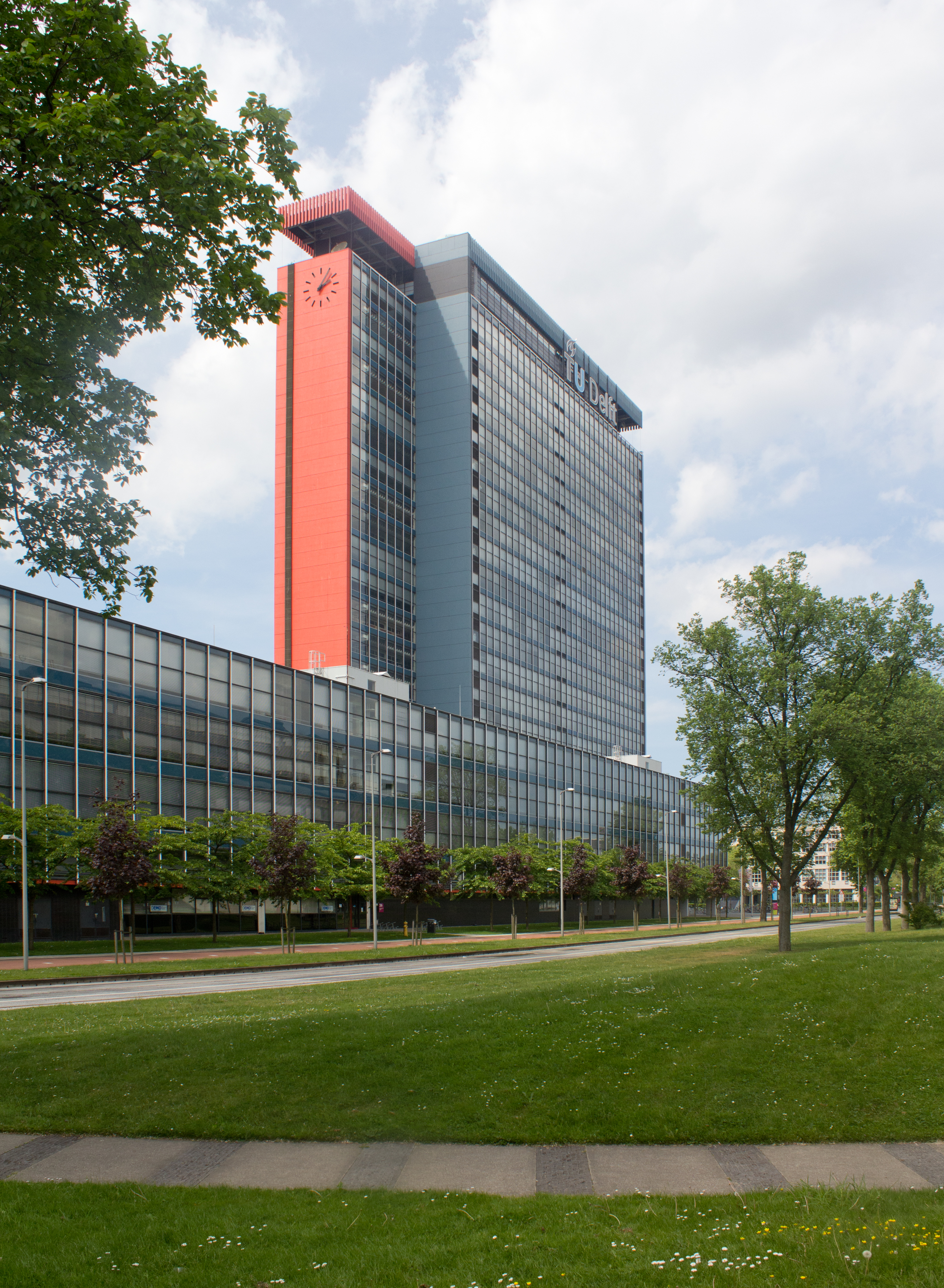
Het EWI-gebouw

Oberman werd als voorzitter van de bouwcommissie van de TH Delft de 'bouwmeester' van het EWI-gebouw, een nieuw elektro-gebouw dat in 1969 werd geopend. Ter gelegenheid van de opening bracht hij ter tentoonstelling een verzameling elektrische apparaten bijeen. Deze verzameling is door de jaren heen uitgegroeid tot de zogenaamde Studieverzameling, gehuisvest in de kelder van de laagbouw van de faculteit.
Naast zijn functie aan de TH Delft had hij diverse advies- en nevenfuncties. In september 1975 liet hij zijn functie weer naar het buitengewoon hoogleraarschap omzetten. In juni 1980 ging hij met emeritaat.

## Enkele uitvindingen

### Colex-machine
Tijdens de Tweede Wereldoorlog werd de Nederlandse regering in ballingschap zich bewust van de noodzaak om topgeheime communicatie beter te beschermen: gedurende de oorlog werden grote verliezen geleden als gevolg van door de vijand onderschepte en ontcijfering van zelfs vercijferde berichten. Daarom werd Oberman na de oorlog geselecteerd om een beter beveiligde cryptografische machine te ontwikkelen voor het Ministerie van Defensie en het Ministerie van Buitenlandse Zaken. Het was een bewuste keuze om de opdracht binnenlands te houden, ter voorkoming van verholen zwakheden in het systeem, of ingebouwde achterdeurtjes.
Het eerste apparaat van Oberman's hand was de Code telex-machine, beter bekend als de Colex, een op relais werkende (andere componenten, zoals radiobuizen waren niet goed beschikbaar) One-time tape-cryptografisch apparaat, die in theorie onkraakbaar was (volgens Claude Shannon). Deze werd spoedig opgevolgd door de veel snellere elektronische equivalent, de Ecolex, dat was gebouwd met vacuümbuizen, radiobuizen.

### Telefoonautomaat
Hoewel de eerste zogenaamde 'telefoonautomaat' in Nederland in 1925 in gebruik genomen werd, is Oberman de uitvinder van de telefoonautomaat waarbij gebruikgemaakt werd van elektronische schakelingen en druktoetsen in plaats van de toentertijd gebruikelijke draaischijf.

## Publicaties
Oberman heeft vele tientallen artikelen en diverse boeken op zijn naam staan. Hieronder volgt een kleine selectie:

### Artikelen
- 1956: met L. Kosten en H. Reinoud, "Enige aspecten van de elektronische verwerking van administratieve gegevens", de Accountant[18]
- 1967/68: "Techniek en toekomstbeeld Telecommunicatie in telescopisch beeld", de ingenieur, jrg 79-80, nrs 35 en 2; gereproduceerd door Koninklijk Instituut van ingenieurs.[19]
- 1970: Van groot naar klein, van eenvoudig naar complex, natuurkundige voordracht voor de Koninklijke Maatschappij voor Natuurkunde "Diligentia", Den Haag.[20]
- 1975: met Snijders, A. Cryptographic System, Invulnerable to the Double Use of Keys, Delft progr. Rep. vol. 1, nr.2, pp.55-56.

### Boeken
- 1969: Elektrotechniek in bouw, Meinema Delft
- 1974: Electronic Counters, Palgrave Macmillan
- 1979: Digital Circuits for Binary Arithmetic, John Wiley & Sons
- 1980: Counting and Counters, MacMillan

## Erkenningen
Oberman heeft gedurende zijn leven diverse onderscheidingen ontvangen en is in drie koninklijke orden opgenomen:
- 1949: Officier in de orde van Oranje-Nassau[21][22]
- 1964: Commandeur in de orde van Leopold II[23][22]
- 1966: Erelid van Electrotechnische Vereeniging aan de TU Delft[24]
- 1970: Ridder in de orde van de Nederlandse Leeuw[25][22]
- Erelid Koninklijk Instituut van Ingenieurs[26]
- 1980: Onderscheiden met de zilveren bedrijfspenning PTT[26]